# Tom and Jerry: Robin Hood and His Merry Mouse
Tom and Jerry: Robin Hood and His Merry Mouse (en España, Tom y Jerry: Robin Hood y el ratón de Sherwood; en Hispanoamérica, Tom y Jerry y el valiente Robin Hood) es una película animada americana de acción, comedia y musical directamente para vídeo, estrenada en el 28 de septiembre de 2012 destacando a los personajes animados de Tom y Jerry junto al histórico personaje Robin Hood y producida por Warner Bros. Animation.

## Argumento
La historia comienza cuando Robin Hood y su compañero Jerry intentan emboscar un transporte de dinero de impuestos a través del Bosque de Sherwood. El transporte era una trampa para el Sheriff de Nottingham, la mano derecha del Príncipe Juan, que está acompañado por su secuaz Tom (Escondido en un barril). Sin embargo, gracias a la advertencia previa de Jerry, Robin convocó a su equipo a la escena, convirtiendo a los enemigos en emboscados y aprovechando con éxito el transporte de oro. Cuando Juan y el Sheriff discuten este último fiasco, el Sheriff deduce que Robin usa a Jerry para transportar información como un espía dentro del castillo y le pide a Tom que atrape al ratón para expulsar al traidor.

La misma noche, Robin le pide a Jerry que le entregue un poema de amor a Lady Marion (interpretada por Red Hot de Red Hot Riding Hood), su contacto secreto e interés amoroso. Sin embargo, Marion está siendo acompañada por Tom, y al ver a Jerry acercarse al castillo, él intenta frustrar al ratón (Haciendo que ambos comiencen a pelear con espadas), pero fracasa. A continuación, el Sheriff elabora un plan para capturar a Robin en un torneo de tiro con arco organizado, con un beso de Marion como incentivo adicional. Robin no puede resistir la tentación y decide participar, a pesar de las dudas de sus hombres. Cuando Tom persigue a Jerry mientras él le entrega un anillo de amor de Robin a Marion, Jerry accidentalmente lo ayuda a ganar el concurso; pero luego el Sheriff lo desenmascara, y Robin y sus hombres terminan capturados y llevados a la mazmorra.

Jerry, el único hombre feliz (además de Spike, Tyke y el perro Droopy) que queda en libertad, penetra en el castillo para liberar a sus compañeros, pero es descubierto y ocupado por Tom. Mientras corren y luchan en la habitación de Marion, el Sheriff los desalojó accidentalmente. Y luego descubre que Marion es la informadora de Robin y la pone bajo arresto. Tom finalmente captura a Jerry con una botella, pero Juan y el Sheriff lo despiden groseramente. Y acaban de enterarse de su consternación de que el rey Ricardo (el hermano de Juan y el legítimo rey de Inglaterra) regresa de las Cruzadas mucho antes de lo previsto. Juan y el Sheriff comienzan a diseñar un plan para emboscar y matar a Richard antes de que pueda poner un pie en territorio británico, y también decide ejecutar a Marion por su "traición". Tom revoca su lealtad a Juan, libera a Jerry y se une a él para sacar a Robin Hood y a los hombres felices de la cárcel.

Mientras tanto, Juan, el Sheriff y sus secuaces salen corriendo para dejar su trampa para Ricardo. Spike, Droopy y Tyke entran al castillo sin oposición y, mientras buscan a sus compañeros, terminan liberando a Marion (Después de que Marion pudo enfrentarse a los lobos guardianes con música por su cuenta). Después de que Spike descubre la ubicación de la emboscada de Juan, Tom, Jerry, Robin y sus hombres corren al rescate. Se las arreglan para llegar al apuro del tiempo proverbial para frustrar el asesinato, obligando a Juan y al Sheriff a resolver el asunto en combate cercano. Justo cuando Robin y Ricardo terminan indefensos ante ellos, Tom y Jerry intervienen e involucran a los dos traidores en una pelea de espadas, permitiendo que Robin y Ricardo se liberen y vuelvan a entrar en la contienda. 
Al final, Juan y el Sheriff son capturados, el Rey Ricardo regresa a su trono, Robin Hood y Lady Marion se casan, y Tom y Jerry son caballeros por sus servicios a la corona.

## Reparto
- William Hanna (archivo de audio; sin acreditar) como el gato Tom, Tyke y Mcwolf.

- Pauline Little (archivo de audio; sin acreditar) como Jerry el Ratón.

- Jamie Bamber como Robin Hood.

- Phil LaMarr como Spike.

- Charles Shaughnessy como el Sheriff de Nottingham.

- John Michael Higgins como el Príncipe Juan.

- Grey DeLisle como Lady Marion.

- Clive Revill como el Rey Ricardo y Referee.

- John DiMaggio como Little John.

- Joe Alaskey como Friar Tuck y Droopy.

- Greg Ellis como Will Scarlet y Tin.

- Jess Harnell como Pan.

- Richard McGonagle como Barney Bear y Alley.

## Trivia
- En la imagen de la portada del DVD, se muestra a Tom arrojando desde su arco una flecha con Jerry atado y gritando, rara vez eso no sucedió en la película.

- La película tuvo otra secuela llamada 'Tom and Jerry's Giant Adventure' que se lanzó el 6 de agosto de 2013.

- La película está dedicada a la memoria de Earl Kress, que murió un año antes del lanzamiento de la película.